# ژینوالی
ژینوالی (به لاتین: Zhinvali) یک منطقهٔ مسکونی در گرجستان است که در شهرداری دوشتی واقع شده‌است. ژینوالی ۱٬۸۲۸ نفر جمعیت دارد و ۷۶۰ متر بالاتر از سطح دریا واقع شده‌است.

## نگارخانه

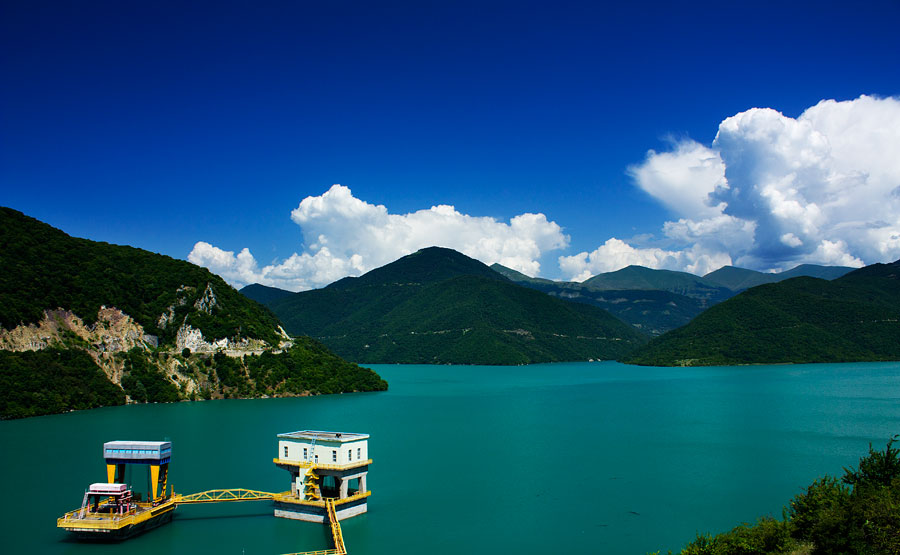
مخزن سد ژینوالی

## آب و هوا
| ماه                     | ژانویه    | فوریه     | مارس      | آوریل     | مه         | ژوئن       | ژوئیه     | اوت       | سپتامبر   | اکتبر     | نوامبر    | دسامبر    | سال          |
| ----------------------- | --------- | --------- | --------- | --------- | ---------- | ---------- | --------- | --------- | --------- | --------- | --------- | --------- | ------------ |
| میانگین بیش‌ترین °C (°F) | ۳٫۵ (۳۸)  | ۴٫۷ (۴۰)  | ۹٫۳ (۴۹)  | ۱۶ (۶۱)   | ۲۱٫۲ (۷۰)  | ۲۴٫۸ (۷۷)  | ۲۷٫۶ (۸۲) | ۲۷٫۶ (۸۲) | ۲۳٫۳ (۷۴) | ۱۷٫۵ (۶۴) | ۱۰٫۳ (۵۱) | ۵٫۲ (۴۱)  | ۱۵٫۹۲ (۶۰٫۸) |
| میانگین روزانه °C (°F)  | −۰٫۹ (۳۰) | ۰٫۱ (۳۲)  | ۴٫۴ (۴۰)  | ۱۰ (۵۰)   | ۱۵٫۱ (۵۹)  | ۱۸٫۷ (۶۶)  | ۲۱٫۵ (۷۱) | ۲۱٫۵ (۷۱) | ۱۷٫۳ (۶۳) | ۱۱٫۹ (۵۳) | ۵٫۸ (۴۲)  | ۱ (۳۴)    | ۱۰٫۵۳ (۵۰٫۹) |
| میانگین کم‌ترین °C (°F)  | −۵٫۲ (۲۳) | −۴٫۴ (۲۴) | −۰٫۵ (۳۱) | ۴ (۳۹)    | ۹٫۱ (۴۸)   | ۱۲٫۶ (۵۵)  | ۱۵٫۵ (۶۰) | ۱۵٫۴ (۶۰) | ۱۱٫۳ (۵۲) | ۶٫۳ (۴۳)  | ۱٫۴ (۳۵)  | −۳٫۲ (۲۶) | ۵٫۱۹ (۴۱٫۳)  |
| بارندگی میلی‌متر (اینچ)  | ۳۰ (۱٫۱۸) | ۳۷ (۱٫۴۶) | ۴۹ (۱٫۹۳) | ۷۲ (۲٫۸۳) | ۱۱۲ (۴٫۴۱) | ۱۰۳ (۴٫۰۶) | ۷۵ (۲٫۹۵) | ۶۲ (۲٫۴۴) | ۵۸ (۲٫۲۸) | ۵۶ (۲٫۲)  | ۵۶ (۲٫۲)  | ۳۹ (۱٫۵۴) | ۷۴۹ (۲۹٫۴۸)  |
| منبع: Climate-Data.org  |           |           |           |           |            |            |           |           |           |           |           |           |              |